# ライブラリー・ビューロー

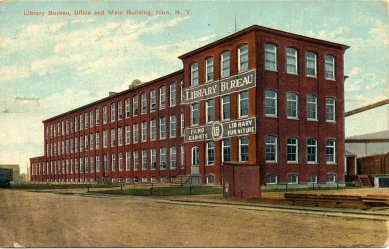
ニューヨーク州イリオンにある、ライブラリー・ビューローの事務所兼工場、1911年。

ライブラリー・ビューロー（英語: Library Bureau）は、メルヴィル・デューイが1876年に設立した会社。ファイリングシステムを開発したとされ、当初はデューイ十進分類法など同時代に考案された図書分類法に必要な用品を販売する会社だったが、1888年ごろに事業方針を変更して、図書館向けのカード索引システムをほかの業界に売り込むようになった。以降バーティカル・ファイリング・キャビネットの販売やファイリング教育にも進出したが、1927年にレミントンランドに買収された。

## 歴史

ライブラリー・ビューロー製書架、1903年10月撮影。

ライブラリー・ビューローはメルヴィル・デューイが自身の考案したデューイ十進分類法を広めるべく、分類法で使用する用品を販売する会社として1876年に設立したものであり、当初より書架、カード容器、目録カードを販売した。デューイは最初アメリカ図書館協会で用品販売部門を運営していたが、同年のうちに会社を設立したという。設立時点の名称はリーダーズ・アンド・ライターズ・エコノミー・カンパニー（Readers and Writers Economy Company）であり、株主がデューイの運営に異議を唱えたためデューイが一時運営から降りたが、デューイは1881年に同社の株式をすべて購入してメトリック・アンド・ライブラリー・ビューロー（Metric and Library Bureau）に改名した。1888年に一度経営破綻したが同年に再建され、ライブラリー・ビューローに改名した。
1888年から1889年ごろに事業方針を変更して、図書館向けのカード索引システムを保険などのビジネス業界などに売り込むようになった。この方針変更の後、ライブラリー・ビューローは事業規模を急速に拡大し、1888年には300米ドルだった売上が1889年には3万4千ドル、1893年には19万3千ドルになり、1894年にはロンドン営業所を開設した。デューイ自身はデスク、インク、ペンといった用品を廉価で図書館に売ることを想定しており、1890年時点でも図書館への売り込みを目指していたが、1891年にはビジネス業界への売り込みを認めるようになった。カードの位置を固定する手法や引き出しを動きやすくする手法などカード索引システム自体の改良も進められ、ライブラリー・ビューローは1893年から1916年までカード索引システムに関する特許を9つ出願した。カード製造設備にも力を入れ、1895年にカード製造工場を設立したほか、1897年から1902年まで関連特許を8つ出願した。ビジネス業界以外ではアメリカ政府への売り込みが進められ、1903年には25の地方自治体で採用された。

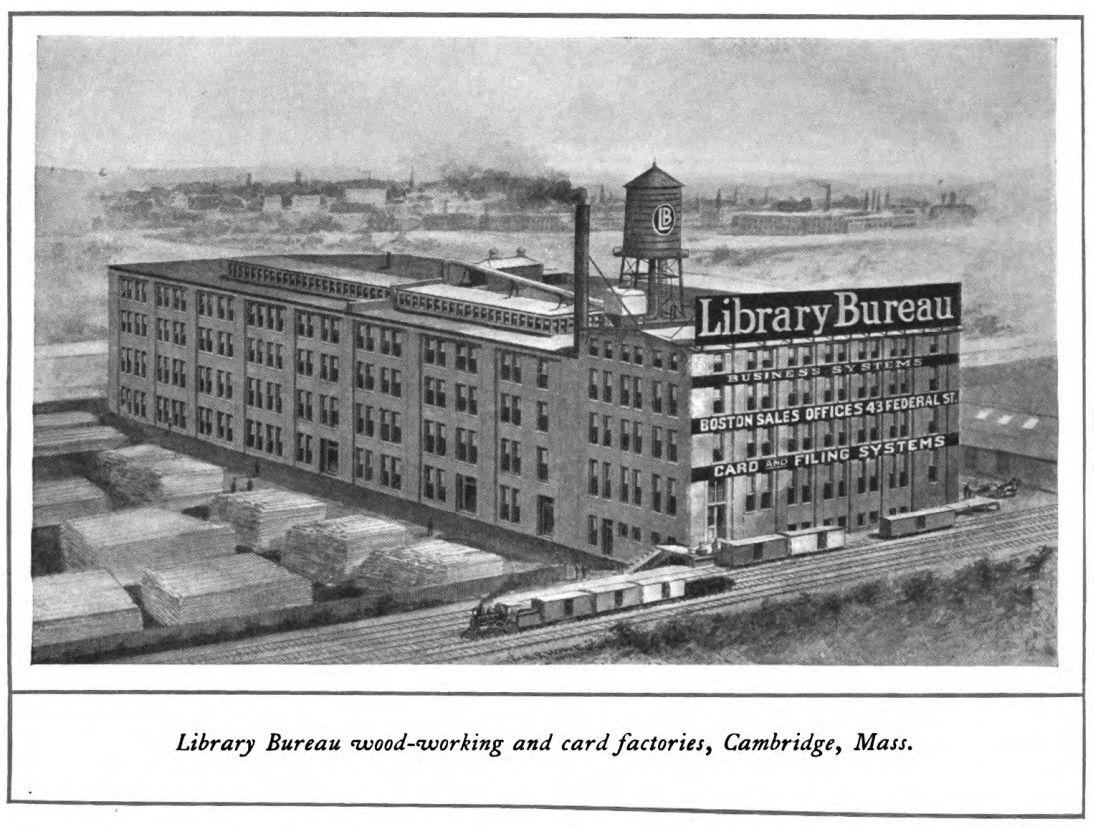
マサチューセッツ州ケンブリッジにあるライブラリー・ビューローの工場、1909年。

1893年のシカゴ万国博覧会でライブラリー・ビューロー社製バーティカル・ファイリング・キャビネットが展示され、このファイリング・キャビネットは1900年までに製品化された。ライブラリー・ビューローの社内報（1916年）によれば、1897年の注文が契機となりニューヨークで普及したというが、1899年5月の社内販売会議で記録された顧客リストではシカゴの顧客しかいなかった。いずれにせよ、ライブラリー・ビューローは1902年9月にバーティカル・ファイリングの特許を出願しており、またほかの主要企業のカタログにバーティカル・ファイリング・キャビネットが見られるようになったのは1902年から1904年のことであり、ライブラリー・ビューローによる販売はそれらに先駆けたものだった。1903年7月にはファイリング法の社内研修に向けた学校を設置し、ニューヨーク支店ではファイリング法の夜間研修コースを開設した。
ファイリング・キャビネットの発売によりライブラリー・ビューローの営業規模は倍増し、1912年には独立した部門として索引・ファイリング部が設立された。1916年時点には営業所41か所、社員3,000名以上となっており、1918年にはファイリング関連事業が売上の3分の1を占めるようになった。またファイリング法の普及に伴い1910年代にシカゴやニューヨークなどで女子向けのファイリング学校が設置され、ライブラリー・ビューローはボストン、フィラデルフィア、シカゴでジェイムズ・マコード（James McCord）が開設した学校を1921年ごろに買収して、教育事業にも進出した。一方で一般の教育機関への教材売り込みは遅れ、1923年にようやく進出をはじめた。教材販売への進出は成功を収め、1923年2月時点で100校、同年10月時点で約250校が導入したほか、実習教材では1923年7月時点で約26,700点、1925年時点で累計95,000点以上販売し、1927年にコロンビア大学の授業で採用された。1921年に発行されていたテキストも実習教材販売とともに改訂され、1924年に発行された。このテキストは『プログレッシブ・ファイリング』（Progressive Filing）として改訂が重ねられ、1993年に第10版が出版された。
しかし色分けした紙テープを使用する索引システムの特許を所有し、カーデックスシステムを開発したランド・レジャー社（Rand Ledger）は1920年代に業界最大手になって同業他社の併合を進め、1927年にはライブラリー・ビューローを買収してレミントンランドが成立した。以降ライブラリー・ビューローはブランド名として存続したが、1976年にスペリー（1955年にレミントンランドと合併）がライブラリー・ビューローのブランド廃止を発表した。

## 関連図書
- Library Bureau (1909). The story of Library Bureau (英語). Boston.
- Library Bureau (1919). Filing as a profession for women (英語). Los Angeles: McKee and Hughes.